# Kostel svatého Václava (Skorotice)
Kostel svatého Václava je barokní kostel, postavený v letech 1748 až 1755 ve Skoroticích, které jsou od roku 1980 součástí krajského města Ústí nad Labem. Jednolodní stavba, jíž obklopuje starý skorotický hřbitov, je farním kostelem zdejší římskokatolické farnosti, a pravidelně se zde konají bohoslužby (první sobotu a třetí neděli v měsíci).

## Historie
Kostel svatého Václava byl postaven v letech 1748 až 1755 na místě staršího kostela doloženého již v roce 1352. Jedná se o jednolodní obdélníkovou stavbu s polokruhovým presbytářem. V průčelí kostela stojí věž. Interiér budovy člení meziokenní pilastry. Fasády jsou hladké s lizénovými rámci. Součástí kostela je kazatelna z poloviny 18. století s reliéfem assumpty (nanebevzetí Panny Marie). Z téže doby pochází barokní křtitelnice. Na věži kostela visí ve zvonovém patře (velká zvuková okna) dva zvony. Velký zvon je bronzový, z roku 1612 a byl odlit zvonařem Gabrielem a Zachariášem Hilligerem, původem z Freibergu. Má průměr 84,7 cm a výšku 76 cm, váží 350 kg a má nárazový tón c´´. Malý (prostřední) zvon je ocelový a pochází ze slévárny Storkověza. kdesi z jižní Moravy (?), je z roku 1914 a má v průměru 56 cm a výšku 54 cm, váží 57 kg a má nárazový tón a´´. V sanktusníku věže je zvonovitý bronzový cimbál, který odbíjí půlhodinu a celou. Má průměr 47-49 cm.
Od roku 1914 se datuje riziko posunu stavby, přičemž v roce 1996 byly realizovány zabezpečovací práce. Pro nejistou statiku nebylo prozkoumáno podzemí kostela, kde mají být údajně pohřbeni vojáci padlí v bitvě u Chlumce v roce 1813. Koncem 90. let 20. století byl kostel opraven. Je chráněn jako kulturní památka České republiky.

## Okolí
Kolem kostela se nachází starý skorotický hřbitov. Mezi zde pochované patří mimo jiné rytíř Furtenberg, jehož empírový znakový náhrobek z roku 1824 je umístěn v ohradní zdi. U kostela rostou čtyři památné stromy lípy velkolisté (Tilia platyphyllos), chráněné od roku 1994. Mezi nimi stojí barokní krucifix.